# Фирсов, Георгий Гаврилович
Гео́ргий Гаври́лович Фи́рсов (1 декабря 1902, Брест-Литовск, Российская империя — 31 января 1990, Ленинград, СССР) — советский библиотековед, библиофил, преподаватель и филателист, профессор (1971).

## Биография
Родился 1 декабря 1902 года в Брест-Литовске в крестьянской семье. В 1920 году был призван в Красную армию и прослужил вплоть до 1925 года. В 1924 году будучи ещё в Красной Армии, начал изучать библиотечную деятельность. В 1932 году был избран директором библиотеки Ленинградского сельскохозяйственного института, данную должность занимал вплоть до 1936 года, одновременно с этим учился на высших библиотечных курсах, а затем и на аспирантуре ГПБ, после окончания которых был принят на работу на постоянной основе.
В 1941 году был мобилизован в армию в связи с началом Великой Отечественной войны, направлен на фронт и прошёл всю войну После демобилизации вернулся в ГПБ и в 1946 был назначен на должность заместителя директора, данную должность занимал вплоть до 1955 года, одновременно с этим с 1946 по 1947 год исполнял обязанности директора ГПБ. В 1955 году был принят на работу в ЛГИК и работал вплоть до конца 1980-х годов, после чего ушёл на пенсию.
Также был известен в области библиофильства и филателии — коллекционировал книги, конверты, марки, а также медали библиотечной тематики, собрал очень большую коллекцию из числа изображений библиотек и библиотекарей (свыше 550), а также марки (свыше 2000). В 1980-х годах осуществил дары из числа своей коллекции и личной  библиотеки, существенно пополнивь ряды музея ЛГИКа, филологического факультета ЛГУ в Ленинграде, а также Музей И. С. Тургенева в Орле.
Скончался 31 января 1990 года в Ленинграде. 

## Научные работы
Основные научные работы посвящены теории и методики каталогизации, а также теории и практики организации фондов  и истории библиотек. Автор свыше 200 научных работ, из них более 40 переведены на иностранный язык. Ряд научных работ посвящены жизни и деятельности отечественных и зарубежных библиотековедов, а также ряду отечественных и зарубежных писателей и учёных. 